# Monteu Roero
Monteu Roero (piemontesisch Montèj) ist eine Gemeinde in der italienischen Provinz Cuneo (CN), Region Piemont.

## Lage und Einwohner
Monteu Roero liegt 65 km nordöstlich von der Provinzhauptstadt Cuneo auf einer Höhe von 395 m über dem Meeresspiegel in der Weinregion Roero. Hier sind Teile der Rebflächen für den Wein gleichen Namens zugelassen. Das Gemeindegebiet umfasst eine Fläche von 24,45 km² und hat 1604 Einwohner (Stand 31. Dezember 2023). Zur Gemeinde zählen auch die Fraktionen (Frazioni) Sant’Anna, Tre Rivi, Occhetti, San Vincenzo, San Grato, San Bernardo, Capelli und Virani.
Die Nachbargemeinden sind Canale, Ceresole Alba, Montaldo Roero, Pralormo, Santo Stefano Roero und Vezza d’Alba.

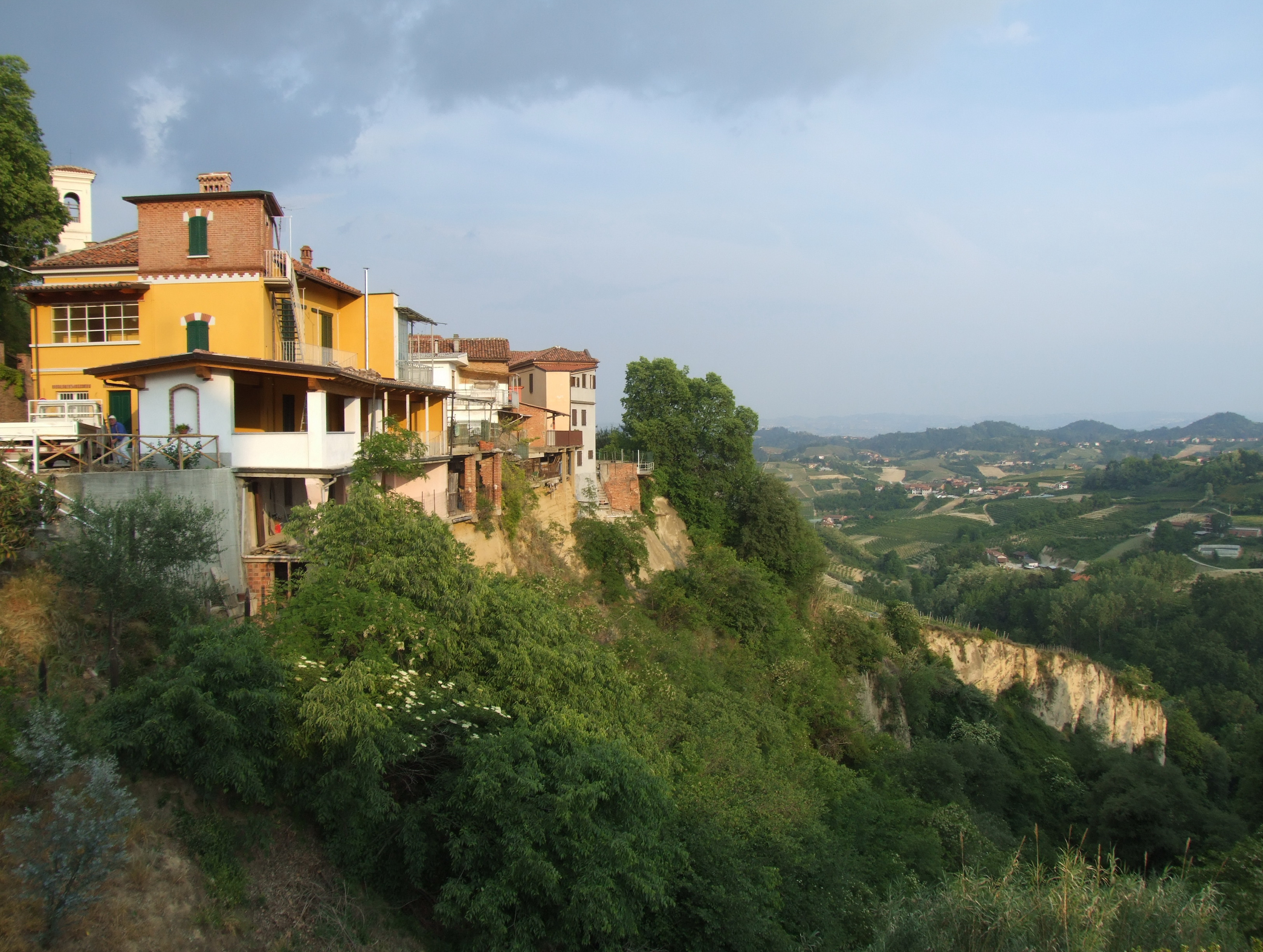
Ansicht von Monteu Roero

## Geschichte

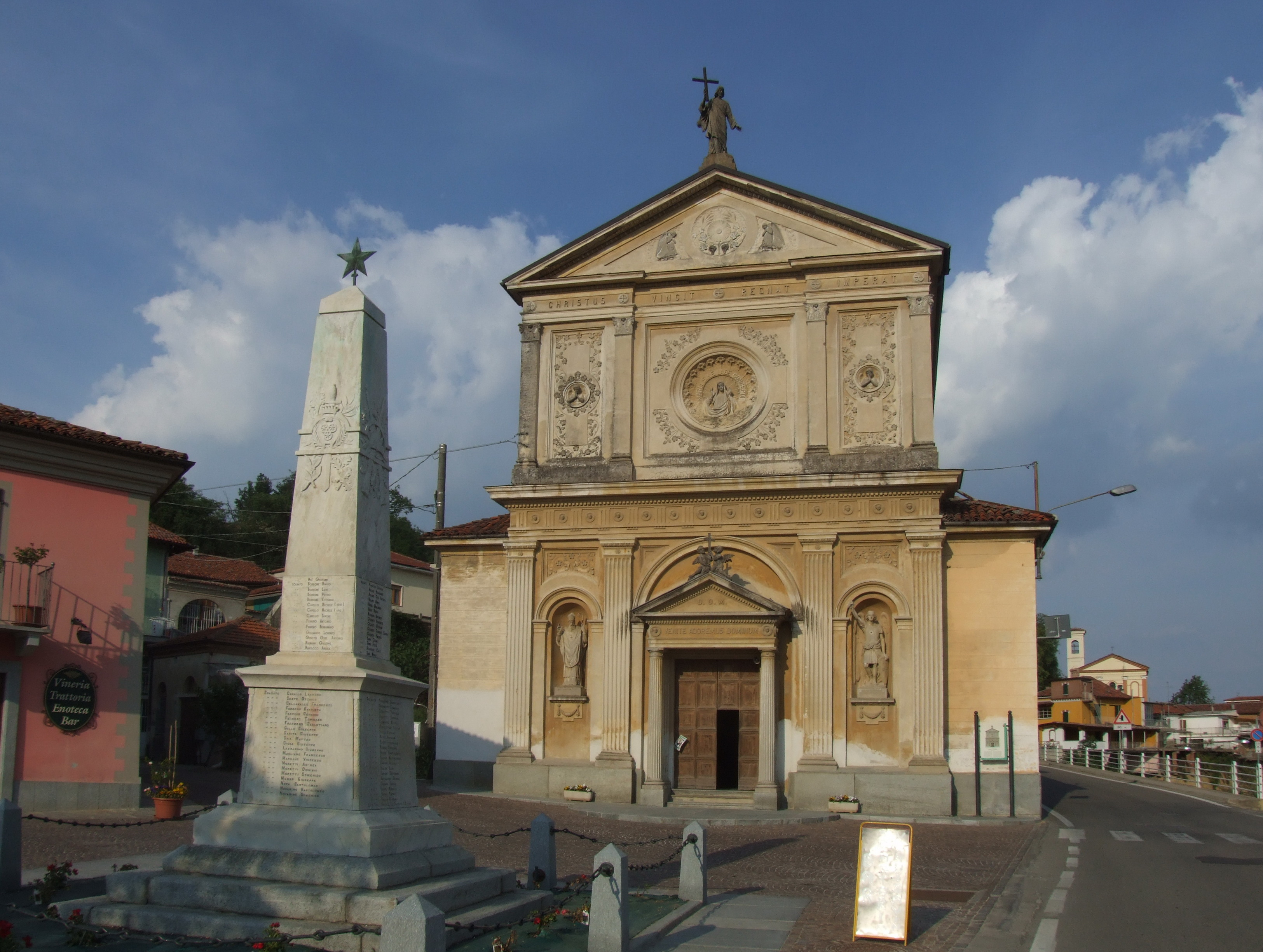
Kirche San Nicolao

In der mittelalterlichen Dokumentation zu den Ortsnamen heißt es „Montecauto“, „Monte Acuto“ und „Mons Acutus“, mit klarer Anspielung auf die scharfe Form des Hügels, der die Stadt überragt. Der Zusatz Roero nimmt den Namen der örtlichen Adelsfamilie auf. Die ersten historischen Ereignisse des Dorfes gehen bis in das Jahr 1000 zurück, als es der Pfarrkirche San Pietro di Novelle unterstellt wurde. Im Jahr 1041 schenkte Kaiser Heinrich III. es dem Bischof von Asti. Danach war es im Besitz der Grafen von Briandate, die die Herrschaft 1290 an die Familie Roero verkauften. Ab der Mitte des 18. Jahrhunderts ging die Gerichtsbarkeit durch Ausweitung des örtlichen Zweigs teilweise auf die Gromis von Trana und später auf die Carrons von St-Thomas über. Am 3. Juli 1784 wurde es an Vittorio Amedeo III. von Savoyen abgetreten.

## Sehenswürdigkeiten
- Das Schloss antiken Ursprungs, das durch das Erdbeben von 1887 schwer beschädigt wurde.[3]
- Die Pfarrkirche San Nicolao aus der Mitte des 20. Jahrhunderts.
- Die Kirche San Bernardino dei Disciplinanti, die ein künstlerisches Portal bewahrt.
- Die Kapelle San Sebastiano, restauriert in der zweiten Hälfte des 19. Jahrhunderts.
- Die Kirche San Pietro di Novelle in der Gegend des Weilers Occhietti, die an der Stelle einer alten Pfarrkirche steht, die seit 901 urkundlich erwähnt ist.
- Auf dem Weg der Granda-Kastanie (Il Sentiero della Castagna Granda) kommt man an vielen alten Kastanienbäume vorbei. Das Ziel ist aber ein Pflanzendenkmal, das von der Region Piemont als einer der ältesten der Region katalogisiert wurde. Man schätzt sein Alter auf rund 400 Jahre.[4] Die Höhe des Exemplars beträgt 18 m, der Rumpfumfang in Brusthöhe beträgt fast 10 Meter, während der Umfang an der Rumpfbasis 14,70 m beträgt.[5]